# Sankt Clemens kyrkoruin, Visby
Sankt Clemens är en kyrkobyggnad (ruin) i Visby i Visby stift på Gotland. 

## Kyrkobyggnaden
Sankt Clemens är en av de äldsta kyrkorna i Visby. Sannolikt byggdes de äldsta delarna ungefär samtidigt med Sankt Hans, omkring 1060, då staden delades på två församlingar. Sankt Clemens var församlingskyrka för gotlänningarna i stadens norra församling, Sankt Clemens församling. 
Att kyrkan skulle ha uppförts för danskar har ingen som helst grund. Gotlänningarna hade fler kulturimpulser från kontinenten (där Sankt Clemens är ett sjöfararhelgon, passande för de sjöfarande gotlänningarna) än från Danmark (som var av marginell betydelse för Gotland).

## Galleri

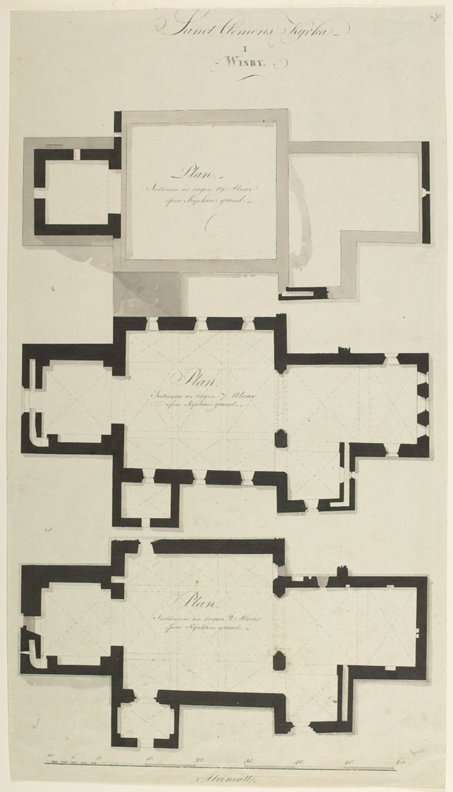
Planritningar från 1807.
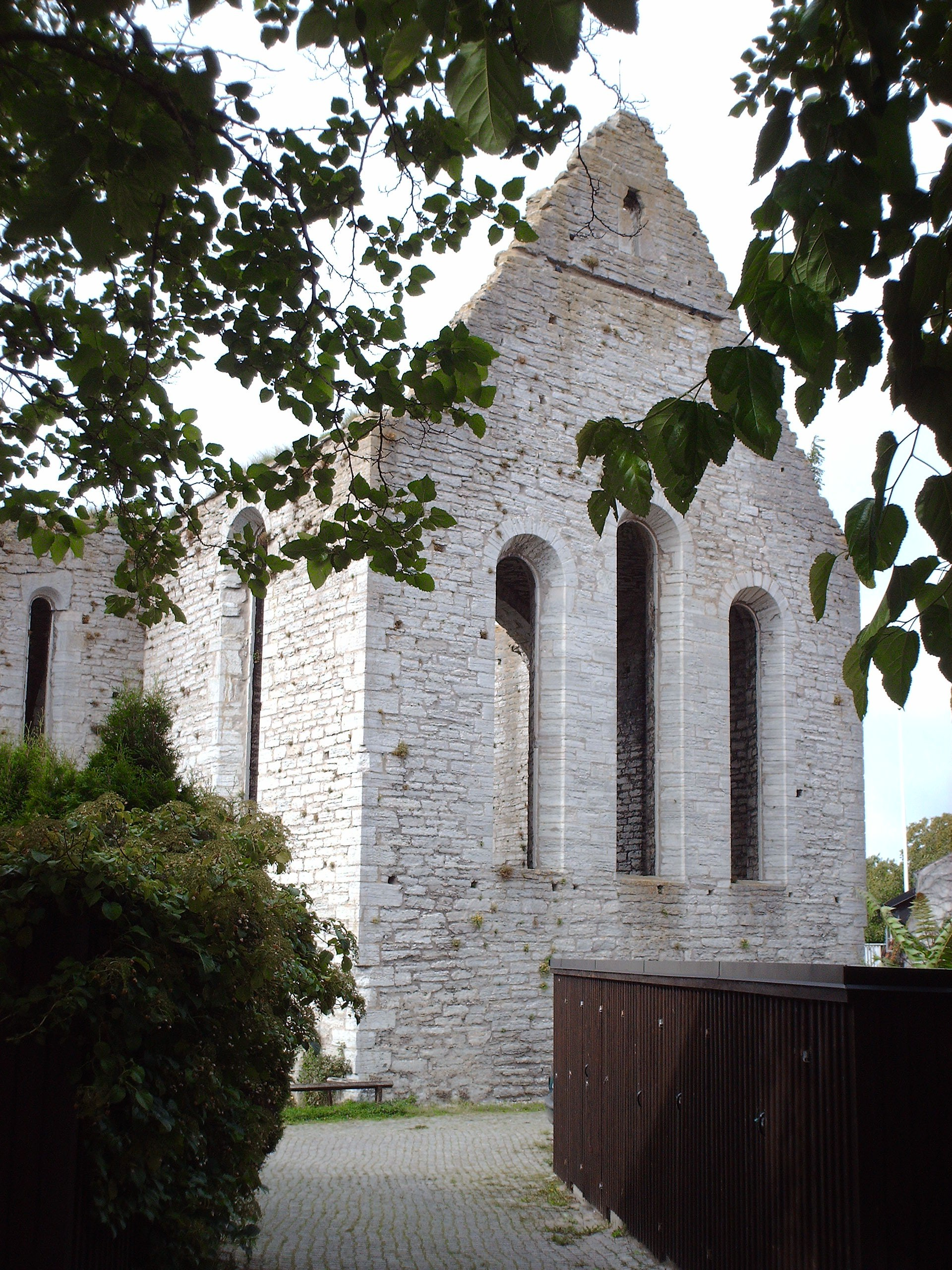
Kyrkoruinen från öster.
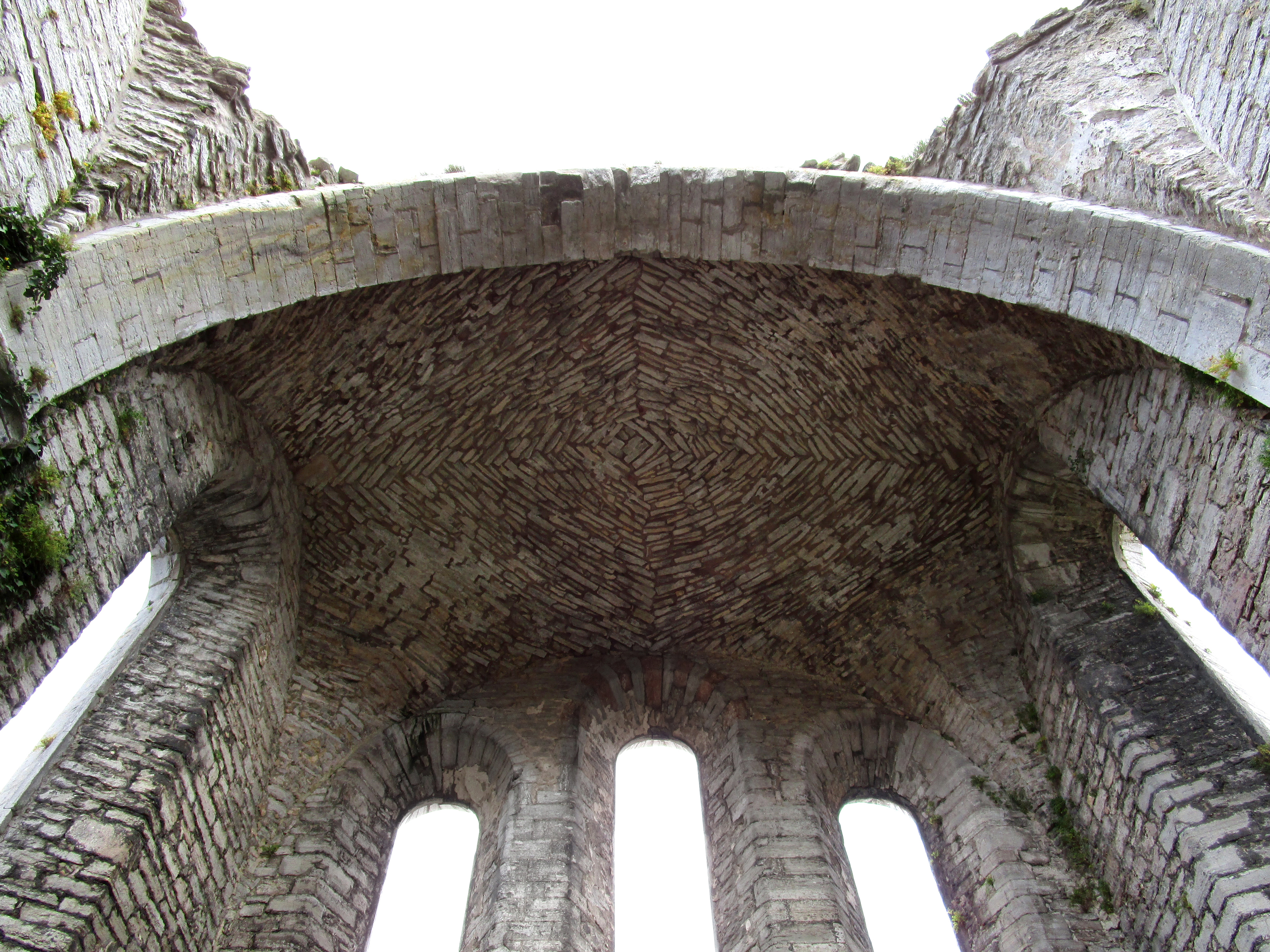
Delar av taket.